# Paddy and the Rats
Paddy And The Rats je madžarska keltsko-punkovska glasbena skupina iz Miskolca. Leta 2008 so jo ustanovili Paddy O'Reilly (tekstopisec, vokal), Vince Murphy (bas kitara) in Joey MacOnkay (električna kitara). Kasneje so se skupini pridružili še Seamus Connelly (bobni), Sonny Sullivan (harmonika) in Sam McKenzie (violina, irske piščali, dude, mandolina). Njihova glasba temelji na irski in keltski ljudski glasbi, ki jo kombinirajo s punk rockom, v nekaterih pesmih pa se pojavljajo tudi elementi ruske, romske in polka glasbe. 

## Diskografija
- Rats on Board (2009)
- Hymns for Bastards (2011)
- Tales from the Docks (2012)
- Lonely Hearts' Boulevard (2015)
- Riot City Outlaws (2017)